# Навести
Навести (ест. Navesti jõgi, у старији изворима позната и као Пала) река је у Естонији која протиче југозападним делом земље преко територије округа Јарвама, Виљандима и Парнума. Лева је притока реке Парну и део басена Ришког залива Балтичког мора.
Извире на подручју Средњоестонске равнице недалеко од села Имавере на југу округа Јарвама. Тече углавном у смеру запада и након око 100 km тока улива се у реку Парну код села Јиесу, као њена најдужа и водом најбогатија притока.
Површина сливног подручја реке Навести је око 3.000 km², а просечан проток је око 27,9 m³/s. Укупан пад корита је 60,2 метра, односно у просеку 0,6 метара по километру тока.
Најважније притоке су Сарјиги, Ретла и Рапу са десне, те Халисте и Расна оја са леве стране. Њене обале у средњем и доњем делу тока су доста ниске и јако замочварене, те су та подручја готово ненасељена. Река Навести је доста богата рибом и у њој обитава 18 рибљих врста.